# Луїза Фазенда
Луїза Фазенда (англ. Louise Fazenda; 17 червня 1895 — 17 квітня 1962) — американська акторка.

## Біографія
Уродженка штату Індіана португальського походження. Акторську кар'єру почала в 1913 році, а незабаром після цього долучилася до Мака Саннета, та стала багато зніматися на його студії «Keystone Studios». На початку 1920-х років Фазенда залишила Саннета в пошуках нових ролей і великих гонорарів, в подальшому працювала на багатьох великих студіях Голлівуду. Її кар'єра в кіно не згасла і з появою звуку, і акторка аж до 1939 року була досить затребувана в мюзиклах і комедіях.
Перший шлюб закінчився розлученням, а з другим чоловіком, продюсером Хелом Уоллісом, народила сина і провела все подальше життя. 
Після завершення кар'єри Фазенда багато займалася благодійністю, колекціонувала твори мистецтва. Акторка померла від інсульту в квітні 1962 року у віці 66 років, і була похована на кладовищі Інглвуд-Парк в передмісті Лос-Анджелеса. Її внесок у кіноіндустрію США відзначений зіркою на Голлівудській алеї слави.

## Вибрана фільмографія
- 1915 — Плутанина через фотографії / Fatty's Tintype Tangle — дружина Едгара
- 1920 — Внизу на фермі / Down on the Farm — Луїза — дочка фермера
- 1921 — Кумир публіки / A Small Town Idol
- 1924 — Точний як сталь / True As Steel — міс Лідс
- 1927 — Червоний млин / The Red Mill — Грехтен
- 1928 — Жах / The Terror
- 1929 — На шоу / On with the Show — Сара
- 1929 — Вистава вистав / The Show of Shows
- 1931 — Божевільний парад / The Mad Parade — Фанні Смізерс
- 1935 — Виграшний квиток / The Winning Ticket — Нора Томаселло